# Velikonja
Velikonja je priimek več znanih Slovencev:
- Anton Velikonja (1942—2005), pedagog-didaktik, župan
- Blagajana Herzog Velikonja, biologinja
- Bojan Velikonja (*1967), fotograf
- Emil Velikonja, polkovnik SV
- Etien Velikonja (*1988), nogometaš
- Irena Velikonja (*1974),  pedagoginja in pisateljica
- Jože Velikonja (1923—2015), slovensko-ameriški geograf, univ. prof. v ZDA
- Jože Velikonja (*1965), montanist in politik
- Lucijan Velikonja (*1957), oblikovalec knjig in fotograf
- Marija Velikonja (por. Marija Kandus) (*1922), fizioterapevtka, predavateljica
- Marija Velikonja (*1938), pedagoginja, etnografsko-turistična delavka (Dornavski lükarji)
- Mateja Velikonja, igralka
- Mihaela Velikonja (*1940), slikarka
- Milan Velikonja (1950—1993), biolog in jamar
- Mirta Velikonja Grbac (*1998), odbojkarica
- Mitja Velikonja (*1965), sociolog, kulturolog, politični mitolog, univ. profesor
- Narte Velikonja (1891—1945), pisatelj in kulturni delavec
- Nataša Velikonja (*1967), pesnica, prevajalka, publicistka, aktivistka
- Nejc Velikonja, jamar
- Peter J. Velikonja (*1961), izumitelj (ZDA)
- Rajko Velikonja (*1961), polkovnik SV
- Rino Velikonja
- Stanko Velikonja (1959—1998), smučarski skakalec, primorski rekorder
- Tine Velikonja (1929—2010), zdravnik kirurg, publicist in predsednik Nove slovenske zaveze
- Urška Velikonja, pravnica, profesorica v ZDA
- Varja Velikonja, publicistka